# ريناتو تيكسيرا
ريناتو تيكسيرا (بالبرتغالية: Renato Teixeira‏) هو مغن مؤلف برازيلي، ولد في 20 مايو 1945 في سانتوس، ساو باولو في البرازيل.

## وصلات خارجية
- الموقع الرسمي
- ريناتو تيكسيرا على موقع IMDb (الإنجليزية)
- ريناتو تيكسيرا على موقع ميوزك برينز (الإنجليزية)
- ريناتو تيكسيرا على موقع ديسكوغز (الإنجليزية)
- ريناتو تيكسيرا على موقع قاعدة بيانات الفيلم (الإنجليزية)